# بانتانال (مسلسل 1990)
بانتانال (بالبرتغالية: Pantanal‏) هو تيلينوفيلا برازيلية من تأليف بينيديتو روي باربوسا وبطولة عددٍ منَ الممثلين بما في ذلك كلاوديو مارزو، ماركوس وينتر، كريستيانا أوليفيرا، جوسارا فريري، ماركوس بالميرا، لوسيان أدامي، أنجيلا ليال، أنجيلو أنطونيو، جيوفانا جولد، أنطونيو بيترين وباولو جورجولهو. عرض على قناة مانشيتي في 27 مارس إلى 10 ديسمبر 1990.

## طاقم العمل
- كلاوديو مارزو بدور جوسيه "زي" ليونسيو / جوفنتينو "عجوز النهر"
- ماركوس وينتر بدور جوفنتينو "جوف" ليونسيو نيتو
- كريستيانا أوليفيرا بدور جمعة مروة
- ماركوس بالميرا بدور تاديو
- جوسارا فريري بدور فيلومينا "فيلو" أباريسيدا
- باولو جورجولهو بدور جوسيه ليونسيو (شاب) / جوسيه لوكاس دي نادا
- ناتاليا تيمبرج بدور ماريانا براغا نوفايس
- أنجيلا ليال بدور ماريا برواكا
- أنجيلو أنطونيو بدور أليسيدس
- لوسيان أدامي بدور ماريا أوغوستا "جوتا"
- جيوفانا جولد بدور زيفا
- أنطونيو بيترين بدور تينوريو